# 烟管荚蒾
烟管荚蒾（学名：Viburnum utile）为忍冬科荚蒾属下的一个种。